# موزه ون گوگ
موزه ون گوگ (انگلیسی: Van Gogh Museum) نگارخانه‌ای در آمستردام هلند است که به آثار نقاش هلندی، ونسان ون گوگ و معاصرانش اختصاص دارد. این موزه در میدان‌موزه‌ای قرار دارد که در آن، موزه‌های دیگری چون موزه امپراتوری، موزه اشتدلیک آمستردام و تالار کنسرت آمستردام قرار دارند. موزه ون گوگ در ۲ ژوئن ۱۹۷۳ افتتاح شده‌است. طراحان ساختمان آن، گریت ریتفلد و کیشو کوروکاوا هستند. این موزه همین‌طور بزرگ‌ترین مجموعه از آثار نقاشی ون گوگ در جهان را در خود جای داده. در سال ۲۰۱۵، این موزه ۱/۹ میلیون بازدید داشت که آن را دومین موزه پربازدید هلند و سی و یکمین موزه پربازدید جهان کرده‌است.

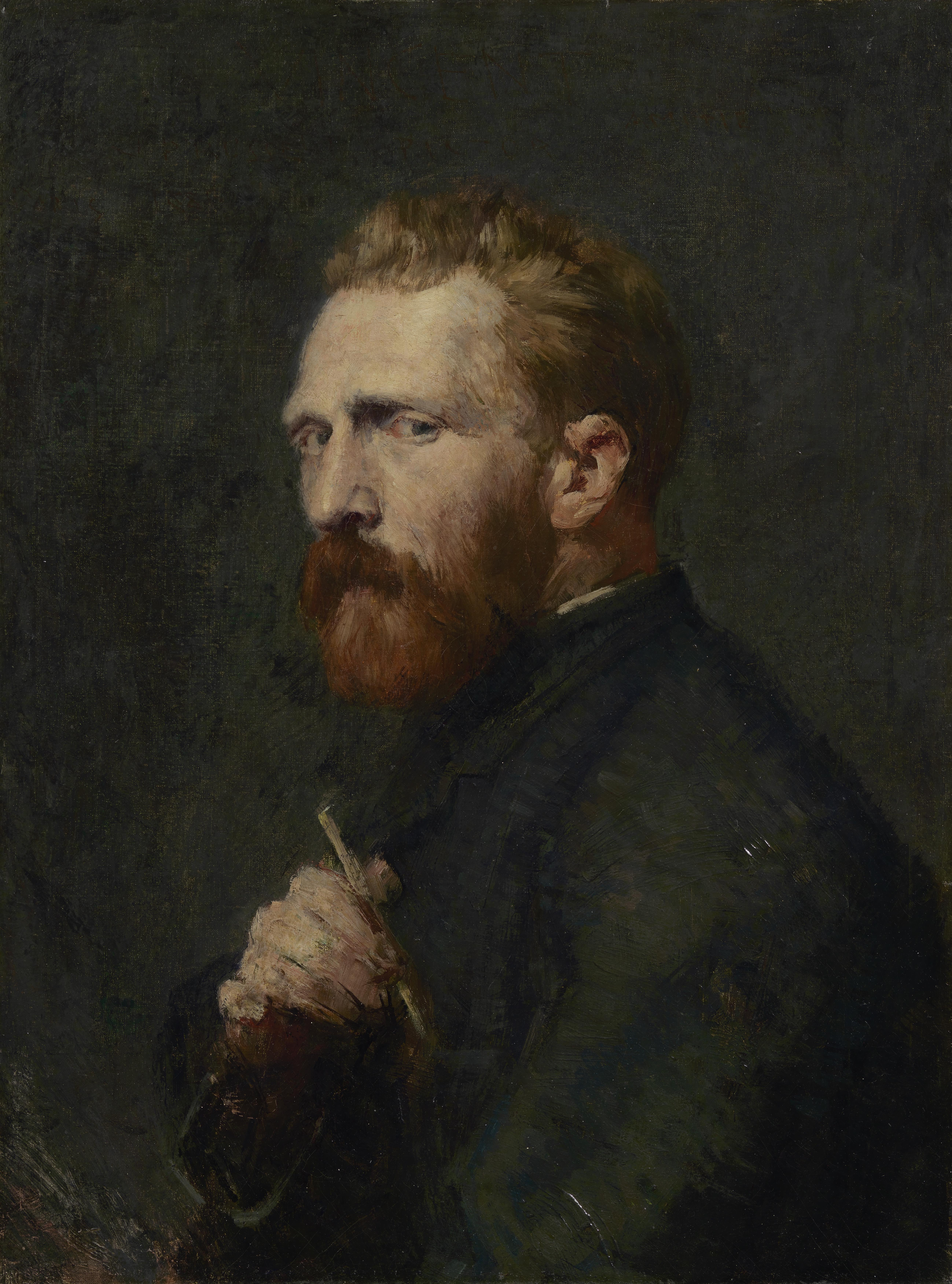
پرتره ونسان ون گوگ اثر جان پیتر راسل که در سال ۱۸۸۶ کشیده شده است، هم‌اکنون این نقاشی در موزه ون گوگ، آمستردام نگهداری می‌شود.